# Johann Wilhelm Zinkeisen
Johann Wilhelm Zinkeisen (* 12. April 1803 in Altenburg; † 5. Januar 1863 in Berlin) war ein deutscher Historiker.
Zinkeisen studierte in Jena und Göttingen erst Theologie, dann Geschichte, war kurze Zeit Lehrer im Blochmannschen Institut zu Dresden, wo er auch Vorlesungen über griechische Geschichte hielt, und lebte hierauf bis 1831 in München. Nachdem er in Leipzig habilitiert worden war, ging er im Frühjahr 1833 nach Paris, erhielt von Altenburg aus den Titel Professor und wurde auf Alexander von Humboldts Empfehlung 1840 als Oberredakteur der Preußischen Staatszeitung nach Berlin berufen. Im Jahr 1848 wurde diese Zeitschrift in den Preußischen Staatsanzeiger umgewandelt, den Zinkeisen noch bis 1851 redigierte. Danach lebte er in Berlin als Privatmann und starb am 5. Januar 1863.

## Schriften
Von seinen Schriften sind hervorzuheben:
- Geschichte Griechenlands, (Bd. 1: „Das Altertum und die mittlern Zeiten“, Leipzig 1832; Bd. 2 ist nicht erschienen; Bd. 3 und Bd. 4, daselbst 1840, enthalten die Geschichte der griechischen Revolution, nach Gordon bearbeitet);
- Geschichte des osmanischen Reichs in Europa (Hamburg und Gotha 1840–1863, 7 Bde.);
- Der Jakobinerklub (Berlin 1852–1853, erster und zweiter Teil);
- Drei Denkschriften über die orientalische Frage von Papst Leo X, König Franz I von Frankreich und Kaiser Maximilian I aus dem Jahre 1517. Friedrich Andreas Perthes, Gotha 1854 (Digitalisat).